# Diploderma menghaiense
Diploderma menghaiense — вид ігуаноподібних ящірок родини агамових (Agamidae). Ендемік Китаю. Описаний у 2020 році.

## Поширення і екологія
Diploderma menghaiense відомі з двох місцевостей, розташованих в повіті Менхай на території Сішуанбаньна-Дайської автономної префектури на південному заході провінції Юньнань, на висоті 1742 і 1968 м над рівнем моря.